# Voi ma mút lông xoăn
Voi ma mút lông xoăn, còn gọi là voi ma mút lãnh nguyên (danh pháp khoa học: Mammuthus primigenius) là một loài voi ma mút đã tuyệt chủng. Voi ma mút lông xoăn là một trong những loài ma mút cuối cùng. M. primigenius tách ra từ voi ma mút thảo nguyên (M. trogontherii) khoảng 200,000 năm trước tại châu Á. Họ hàng gần gũi nhất còn sinh tồn của nó là voi châu Á.
Ma mút lông xoắn được nghiên cứu rất kỹ về ngoại hình và hành vi do việc khám phá các xác chết đóng băng tại Siberia và Alaska, cũng như xương, răng, chất thải, và từ các bức vẽ trong hang động. Hóa thạch ma mút được biết tới từ lâu đến khi vào thế kỷ 17, chúng được châu Âu biết đến. Nguồn gốc hóa thạch trước đây được tranh cãi nhiều, và đôi khi được cho là xương của sinh vật bí ẩn. Động vật này chỉ được nhận ra là voi tiền sử bởi Georges Cuvier năm 1796.
Voi ma mút lông xoắn voi chung có cùng kích thước với voi châu Phi. Voi đực cao 2,7 và 3,4 m (9 và 11 ft) tính tới vai và nặng 6 tấn (6.000 kg). Loài này nhỏ hơn các loài ma mút như M. meridionalis và M. trogontherii, và tương đương M. columbi. Lý do của kích thước nhỏ này không được biết đến. Voi cái cao trung bình 2,6–2,9 m (8,5–9,5 ft) và nhẹ hơn voi đực, nặng 4 tấn (4.000 kg). Con non mới sinh nặng 90 kg (200 lb). Ma mút lông rậm thích nghi với môi trường băng giá của kỷ băng hà cuối cùng. Màu lông của nó rất đa dạng từ đậm tới nhạt.
Ma mút lông xoắn cùng tồn tại với người cổ đại, họ dùng xương và vòi của chúng để làm dụng cụ, các tác phẩm nghệ thuật của họ cũng như thực phẩm. Nó biến mất khỏi khu vực đất liền vào thế Pleistocene 10,000 năm trước, có lẽ do thay đổi thời tiết, và sự săn bắt của con người. Các quần thể bị cô lập vẫn sinh tồn tại đảo Wrangel tới 4,000 năm trước ở châu Nam Cực, và đảo St. Paul tới 6,400 năm trước.

## Phân loại

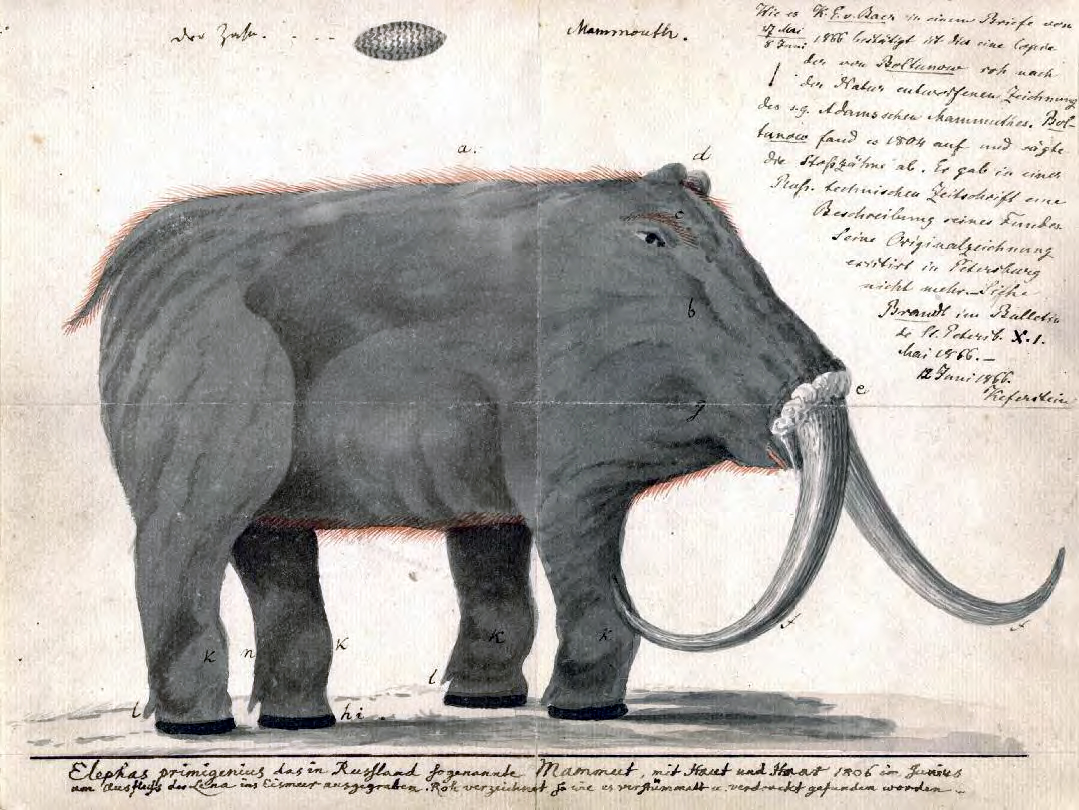
Tranh vẽ tái họa xác voi có biệt danh "ma-mút Adams" khoảng năm 1800; thủ bút ở đây là của Johann Friedrich Blumenbach

Di cốt của nhiều loài voi cổ đã được phát hiện tại châu Âu từ tận hàng thế kỷ trước, song người dân thuở xưa thường kiến giải chúng dựa trên các trình thuật trong Kinh Thánh chứ chưa dựa trên khoa học, vậy nên họ lầm tưởng chúng thuộc về những sinh vật huyền thoại như behemoth hoặc người khổng lồ. Những di cốt đó về sau được cho là thuộc về những con voi thời Cộng hòa La Mã, chẳng hạn như những con voi chiến được Hannibal và Pyrrhus của Epirus đem sang Bán đảo Ý, hoặc thuộc về những cá thể voi đi lạc lên bắc. Năm 1728, Hans Sloane trở thành nhà khoa học đầu tiên nghiên cứu răng và ngà voi ma-mút hóa thạch có nguồn gốc từ Siberia. Sloane cũng là người đầu tiên nhận ra rằng những di cốt đó là của voi. Tuy nhiên, ông vẫn phụ thuộc vào Kinh Thánh để giải thích sự hiện diện của voi ở Bắc Cực, theo đó cho rằng chúng đã bị nhấn chìm trong Đại Hồng Thủy, và rằng Siberia từng là một rừng nhiệt đới trước khi khí hậu chuyển biến mạnh mẽ.
Một số tác giả kiến giải kết luận của Sloane theo hướng khác, lý luận rằng cơn hồng thủy đã cuốn trôi xác voi từ vùng nhiệt đới lên Bắc Cực. Bài báo của Sloane dựa phần lớn trên các miêu tả của lãng khách và một vài mẩu xương phân mảnh thu thập từ Siberia và Anh. Trong đó, ông thảo luận về vấn đề liệu chúng có đúng thực là di cốt của voi hay không, song không đi đến kết luận nào.